# Paraplesiops meleagris
Paraplesiops meleagris es una especie de peces de la familia Plesiopidae en el orden de los Perciformes.

## Morfología
• Los machos pueden llegar alcanzar los 33 cm de longitud total.

## Distribución geográfica
Se encuentra en Australia Occidental y Australia Meridional.